# NGC 6908
NGC 6908 – galaktyka soczewkowata (S0), znajdująca się w gwiazdozbiorze Koziorożca. Odkrył ją Albert Marth 24 września 1864 roku.
NGC 6908 widoczna jest na tle jednego z ramion spiralnych znacznie większej galaktyki NGC 6907, przez pewien czas była nawet uznawana za fragment tej galaktyki, a nie oddzielny obiekt. Oddala się ona od Słońca ze zbliżoną do NGC 6907 prędkością. Galaktyki te prawdopodobnie oddziałują ze sobą grawitacyjnie i łączą się ze sobą.